# Heliotropium glabriusculum
Heliotropium glabriusculum là loài thực vật có hoa trong họ Mồ hôi. Loài này được (Torr.) A. Gray mô tả khoa học đầu tiên năm 1874.